# Lac Skottsberg
Le lac Skottsberg (en espagnol : lago Skottsberg) est un petit lac situé à l'intérieur du parc national Torres del Paine, en Patagonie chilienne. Il est situé administrativement dans la province de Última Esperanza, dans la XIIe région de Magallanes et de l'Antarctique chilien. Il a été nommé en l'honneur de l'explorateur et botaniste suédois Carl Skottsberg (1880-1963) qui visita la région en 1908.
Les eaux du lac Skottsberg se déversent dans le lac Pehoé, situé plus au sud.

Carte du parc national Torres del Paine, avec l'emplacement du lac Skottsberg.